# Nitta (Suède)
Pour les articles homonymes, voir Nitta.
Nitta est une localité de Suède située dans la commune d'Ulricehamn du comté de Västra Götaland. Elle couvre une superficie de 0,3 km2. En 2010, elle compte 354 habitants.